# Istrumpa
Sa strumpa o s'istrumpa o lotta dei sardi o lotta sarda è un tipo di lotta originaria della Sardegna, che grazie al riconoscimento del CONI è stata organizzata come sport.

## Origini
Vi sono numerose testimonianze sulle remote origini di tale lotta che veniva praticata nell'isola di Sardegna, al pari di altre forme competitive, alcune delle quali scomparse nella prima metà dell'Ottocento poiché ritenute pericolose, durante le feste campestri, cerimonie religiose, fiere di bestiame, riti collettivi agricoli e pastorali come mietitura, trebbiatura e tosatura del bestiame. Latifondisti e allevatori talvolta si ritrovavano tra i servi abili lottatori, gherradores, esperti giocatori di strumpa (o istrumpa) che diventavano loro d'orgoglio personale quando gareggiavano nelle feste sopracitate. La somiglianza della lotta Strumpa con le più note lotta libera e lotta greco-romana fa ipotizzare delle origini comunque assai remote. Tale sistema, che può essere anche inglobato nelle due lotte internazionali, specialmente come metodo preparatorio per la tecnica di presa braccio-tronco, si affianca per età e tradizione a quello di altre lotte isolane meno note, alcune delle quali diffuse pure in Corsica.
"Sa strumpa" ha origini molto remote. Il suo nome proviene dal sardo istrumpare che significa buttare bruscamente a terra. Indubbiamente costituisce un pezzo di cultura dell'isola ed è stata tramandata di generazione in generazione con la pratica e con i racconti degli anziani a loro volta possessori di una cultura tramandata per via orale. Sebbene qualche studioso l'abbia definita “archeologia vivente”, basando tale affermazione su reperti nuragici trovati grazie a scavi archeologici nelle diverse parti dell'Isola, tra cui il famoso bronzo dei lottatori di Uta, non vi è alcuna prova che fosse quella la disciplina in questione. Di certo, già in epoca rinascimentale “Sa strumpa” era il gioco che animava le feste agro-pastorali. Veniva praticata sino al secolo scorso anche dai richiamati alla visita obbligatoria di leva, come testimoniano alcune foto d'epoca degli anni cinquanta. La competizione prevedeva poche regole, e nei pochi minuti d'incontro contava soprattutto lo spirito di appartenenza. Nei cortili degli uffici di leva si combatteva in nome del paese, bisognava difendere sempre e comunque l'onore della Sardegna.
Non vi erano vere e proprie regole scritte. Di vincolante c'erano solo le posizioni di partenza. Si tratta di un tipo di lotta che si pratica partendo da una posizione definita che viene chiaramente indicata da un regolamento di gara: al via dell'arbitro, i lottatori si porranno in piedi uno di fronte all'altro. La presa avviene portando un braccio sotto l'ascella e l'altro sopra l'omero-spalla dell'avversario; la guancia destra sfiora quella opposta, una mano impugna l'altro polso o anche l'altra mano dietro la schiena dell'avversario in modo da stringerlo saldamente. Non è consentita altra forma di presa e non è permesso combattere lasciando la presa e aiutarsi appoggiando le mani libere sull'avversario. I lottatori si affrontano partendo in parità di condizioni: per vincere serviranno la forza, l'equilibrio e la destrezza. In realtà s'istrumpa significa squilibrare l'avversario facendo ricorso a qualsiasi tecnica di gamba, trazione, spinta frontale o laterale, sollevamento da terra, sgambetti, basta essere furbi e non perdere l'equilibrio. Più che la forza è la tecnica che deve fare la differenza, l'abilità, che in lingua sarda viene denominata “trassa” cioè l'astuzia concessa a chi sa dosarla bene senza farne la sua sola arma.
La lotta si interrompe quando uno dei due lottatori cade al suolo evitando così l'incattivirsi dello scontro.
Le veniva riconosciuta una valenza educativa, i bambini e gli adolescenti crescevano nella convinzione che nello sport come nella vita non bisogna arrendersi davanti ad avversari più dotati di forza fisica, perché spesso ad avere la meglio era appunto l'abilità, la trassa. “Sa Strumpa” insegna la precisione e il rispetto rigoroso delle norme e chi bara è malvisto dagli stessi atleti e la sua vittoria non conta nulla, vince chi è stato leale, coraggioso, ha dimostrato trassa, abilità e non ha mai tentato di ottenere la vittoria in modo scorretto. Il campione non vince grosse somme di denaro, il premio più grande è il rispetto della comunità.

## L'Istrumpa oggi
Nel 2003 l'associazione culturale  denominasta "Federazione "S'istrumpa" di Ollolai" ha organizzato i campionati europei di lotte etniche con la presenza
di lottatori da tutta Europa ma di origini sarde; attualmente i soli praticanti sardi di tale disciplina sono circa 200.
L'Associazione SA STRUMPA di Villagrande Strisaili è attualmente riconosciuta dalla Federazione Italiana Judo, Lotta, Karate ed Arti Marziali (FIJLKAM) e dal CONI. L'antica lotta è riconosciuta in campo internazionale dalla FILA (Federazione delle Lotte Associate).
Le tappe salienti sono:
- 1985: S'Istrumpa apre col primo torneo;
- 1989: Si tiene con successo il 1º campionato regionale;
- 1994: Si costituisce la Federazione de s'Istrumpa, con sede ad Ollolai;
- 1995: Adesione alla Federazione Internazionale Lotte Celtiche (FILC) e partecipazione ai campionati internazionali in Bretagna (Francia);
- 1997: Riconoscimento ufficiale da parte del Comitato Olimpico Nazionale Italiano (CONI) e partecipazione ai campionati internazionali della FILC di León (Spagna);
- 2000: Appuntamento al 12º campionato nazionale, con l'adesione degli atleti delle Società affiliate di Oliena, Villagrande Strisaili, Urzulei, Tertenia, Lanusei e Arzana;
- 2003: Primo campionato Europeo de s'Istrumpa;
- 2005: Campionato europeo de s'Istrumpa, tenuto il 9 e 10 maggio a Landerneau in Bretagna (Francia);
- 2005: 16º campionato nazionale, tenuto il 19 agosto 2005 in Ollolai;
- 2009: 17º campionato nazionale, tenuto il 22 agosto 2005 in Ollolai;
- 2011: 18º campionato nazionale, tenuto il 21 agosto 2011 in Ollolai.

L'Associazione SA STRUMPA di Villagrande Strisaili (www.sastrumpa.org), nata nel 1996, è affiliata al CONI ed è riconosciuta dalla Federazione Italiana Judo, Lotta, Karate ed Arti Marziali (FILJKAM) nonché dal CONI. Oggi con orgoglio è, al pari della Federazione S'Istrumpa di Ollolai, il promotore dell'antica lotta dei sardi. L'associazione SA STRUMPA di Villagrande ha curato l'organizzazione di ben dieci tornei regionali ed ha partecipato con i suoi atleti a 50 manifestazioni a carattere regionale e nazionale, e precisamente:
- 1996: Organizzazione del I torneo regionale e partecipazione al Campionato regionale e ai tornei di Tertenia, Tonara, Lanusei e Urzulei.
- 1997: Organizzazione del torneo regionale e partecipazione al Campionato regionale e ai tornei di Tertenia, Tonara, Lanusei e Urzulei.
- 1998: Organizzazione del torneo regionale e partecipazione al Campionato regionale e ai tornei di Tertenia, Tonara, Lanusei e Urzulei.
- 1999: Organizzazione del torneo regionale e partecipazione al Campionato regionale e ai tornei di Tertenia, Lanusei e Urzulei.
- 2000: Organizzazione del torneo regionale e partecipazione al Campionato regionale.
- 2001: Organizzazione del torneo regionale e partecipazione al Campionato regionale.
- 2002: Organizzazione del torneo regionale e partecipazione al Campionato regionale.
- 2003: Organizzazione del torneo regionale e partecipazione al Campionato regionale.
- 2004: Organizzazione del torneo regionale e partecipazione al Campionato regionale.
- 2006: Organizzazione del torneo internazionale, con la partecipazione di Inghilterra e Scozia.
- 2007: Organizzazione del torneo internazionale, con la partecipazione di Inghilterra, Scozia e Spagna.
- 2008: Organizzazione del torneo internazionale, con la partecipazione di Inghilterra, Scozia, Francia, Svizzera e Spagna.
- 2009: Organizzazione del torneo internazionale, con la partecipazione di Inghilterra, Scozia, Islanda e Spagna.
- 2010: Organizzazione del V torneo internazionale, con la partecipazione di Inghilterra, Scozia, Islanda, Spagna (León), Bretagna (Francia) e Senegal.
- Agosto 2011 Juntos - VI torneo internazionale di lotta sarda (STRUMPA) e lotte celtiche, in Villagrande Strisaili, con la partecipazione di Inghilterra, Scozia, Islanda, Spagna (León), Bretagna (Francia), Senegal e Brasile.
- Febbraio 2012: partecipazione al torneo Internazionale di Back hold a Brest (Bretagna), miglior lottatore straniero Piero Scudu, cat. super leggeri e I classificato della categoria.
- 2012: Organizzazione del VII torneo internazionale Juntos, con la partecipazione di Inghilterra, Scozia, Bretagna, León (Spagna), Islanda e Senegal.
- 2013: Organizzazione VIII torneo internazionale Juntos, con la partecipazione di Scozia, Bretagna, León (Spagna), Islanda e Senegal.
- 2014: Organizzazione IX torneo internazionale "Juntos" con la partecipazione di Scozia, Bretagna, Leon (ES), Islanda e Senegal.
- 2016: Organizzazione del I° torneo regionale under 17.
- 2017: Organizzazione del II° torneo regionale under 17.
- 2018: Organizzazione del X torneo internazionale Juntos con la partecipazione di Inghilterra, Scozia, Bretagna, León (Spagna), Islanda, Congo, Brasile e Senegal.
- 2018: Organizzazione del III torneo regionale under 17.
- 2019: Organizzazione del IV torneo regionale under 17.
- 2022: Organizzazione del V torneo regionale under 17.
- 2023: Organizzazione del XI torneo internazionale Juntos con la partecipazione di Inghilterra, Scozia, Bretagna, León (Spagna).
- 2025: Organizzazione del XII torneo internazionale Juntos con la partecipazione di Italia, Inghilterra, Scozia, Bretagna, Islanda, Iran. articolo FIJLKAM photogallery

## Curiosità
- S'Istrumpa viene citata nel libro best seller autobiografico Padre Padrone di Gavino Ledda da cui venne tratto anche l'omonimo film.
- Nell'episodio n. 4, intitolato L'isola della morte, del fumetto Nathan Never (testi di Bepi Vigna e disegni di Stefano Casini), uno dei lottatori partecipanti al Torneo di Dragon Island è un certo Joe Sardus, vestito con abiti tradizionali sardi e campione di Strumpa. Verrà citato in seguito anche nel n. 58 La vendetta del drago. Un omaggio dei creatori del fumetto Michele Medda, Antonio Serra e Bepi Vigna alla loro Sardegna.

## Lotta Campidanese
La Lotta Campidanese è una forma di lotta tradizionale presente in Sardegna (nel Campidano, come dice il nome) simile all'Istrumpa, ma che se ne differenzia in quanto prevede anche la presa intorno all'area del collo e la presa sulla fine del busto partendo dalle spalle.

Ma ncora più particolare è la “Lotta coi piedi”; così scrive in una nota alla Carta de Logu, nel 1805, Giovanni Maria Mameli: “Un altro esercizio degno di nota e senza dubbio originale è la lotta con i piedi. E’ in uso fra i contadini della Sardegna meridionale, in particolare nei paesi di Quartu e Selargius. Calzati dei loro burzighinos di cuoio [ma spesso hanno solo sa carza di orbace], i due lottatori si appoggiano colle braccia sugli omeri di due altri giovani per ciascuno, i quali fan da padrini, [non sempre si appoggiano sulle spalle dei loro padrini, ma a volte questi ultimi sostengono i lottatori intrecciando le braccia e le dita con loro…], ed elevando uno dei piedi incominciano a vibrar de’ colpi all’aria, e quindi si battono… finchè o per stanchezza o per dolore di qualche colpo ricevuto, uno di loro si da per vinto… “ link di riferimento
Cenni sulla singolare "lotta coi piedi" si trovano nel testo "Cenni sulla Sardegna" di Baldassarre Luciano edito nel 1841 e consultabile presso il sito Sardegna Digital Library.